# Ahmar El Aïn
Ahmar El Aïn (ou Ameur El Aïn) est une commune de la wilaya de Tipaza en Algérie.

## Géographie

### Situation
Le territoire de la commune d'Ahmar El Aïn est situé au sud-est de la wilaya de Tipaza, à environ 20 km au sud-est de Tipaza.
| Sidi Rached | Sidi Rached • Attatba      | Attatba                     |
| Bourkika    | Ahmar El Aïn               | El Affroun(Wilaya de Blida) |
| Bourkika    | Oued Djer(Wilaya de Blida) | El Affroun(Wilaya de Blida) |

### Localités de la commune
En 1984, la commune d'Ahmar El Aïn est constituée à partir des localités et domaines suivants :
- Ahmer El Aïn
- Hassasna
- Sidi Brahim
- Souidani
- Ouled Hamidène
- Bendebab
- Cité Brahim Ben Omar
- Sidi Snobri et domaines autogérés (après restructuration) 1 à 20.

## Toponymie
Le nom du village composé de " أحمر " (rouge) et de " العين " (la fontaine) signifie littéralement "la fontaine rouge". Cependant, l'origine du nom est arabe. C'est le nom de l'oued, qui passe à 400 m à l'ouest du village et dont les crues alimentaient le Lac Halloula qui n'existe plus, aujourd'hui asséché.

## Histoire
Les premiers habitants sont les Soummatas[réf. nécessaire]. En français, cela veut dire sous matin. Ces gens sont des agriculteurs qui se lèvent très tôt le matin pour travailler les terres des colons français. La décision de créer le centre de colonisation d'Ameur El Ain sur 1 500 hectares est prise le 23 février 1848 mais, après l'échec d'une première installation de colons, il faut attendre 1850 pour que huit familles originaires du Valais viennent s'y installer. D'abord dépendant du centre de colonisation d'El Affroun dirigé par un officier des zouaves, le capitaine Blanc, elle devient le 31 décembre 1856 une section de la commune de Marengo avant d'être promue au rang de commune de plein exercice le 14 septembre 1870. La commune était constituée de deux centres de peuplement principaux: Le village et le hameau de Chatterbach, 3 km vers l'est. Ce hameau crée en 1853 par des Alsaciens (d'où son nom) est détruit par le séisme de janvier 1867.

## Démographie
| 1878  | 1884  | 1892  | 1897  | 1902  | 1936  | 1958  | 1987  | 1998   |
| ----- | ----- | ----- | ----- | ----- | ----- | ----- | ----- | ------ |
| 1 043 | 1 462 | 1 659 | 1 934 | 1 988 | 3 778 | 5 528 | 9 727 | 14 380 |

| 2008   | - | - | - | - | - | - | - | - |
| ------ | - | - | - | - | - | - | - | - |
| 29 566 | - | - | - | - | - | - | - | - |

- Recensement des différentes agglomérations en 1987 : Ahmar El Ain, 7 961 hab.
- Recensement des différentes agglomérations en 1998 : Ahmar El Ain, 10 715 hab. ; Cinq Martyrs, 2 244 hab ; Brahim Ben Omar, 1 421 hab.[9]
- Recensement des différentes agglomérations en 2008 : Ahmar El Ain, 13 182 hab.[10]